# Леоне, Серджо
Се́рджо Лео́не (итал. Sergio Leone; 3 января 1929, Рим, Италия — 30 апреля 1989, Рим) — итальянский кинорежиссёр, сценарист, продюсер. Известен как один из основателей жанра спагетти-вестерн, также широко известен как один из самых влиятельных режиссеров в истории кинематографа.

## Биография
Серджо Леоне родился в кинематографической семье. Его отец Винченцо Леоне был режиссёром (снимал фильмы под псевдонимом Роберто Роберти), мать Биче Валериан — актриса немого кино.  В школьные годы одноклассником Леоне был  Эннио Морриконе, впоследствии выступавший композитором в его фильмах. После того как Серджо побывал на съемочной площадке своего отца, он начал свою карьеру режиссера и в возрасте 18 лет бросил изучение права в университете. 
Работая в Италии, он начинал как ассистент у Витторио Де Сики в то время, как тот работал над «Похитителями велосипедов» в 1948. Леоне начал писать сценарии в начале 50-х, в основном для популярных в то время пеплумов. Он также работал помощником режиссера в нескольких крупных международных постановках, снятых в Cinecittà в Риме, особенно «Бен-Гур» (1959) был финансово поддержан американскими студиями. 

### «Колосс Родосский»
Первые работы Леоне в кино связаны с жанром пеплума. Леоне начал карьеру в кино как помощник режиссёра, в этом качестве он участвовал в таких крупнобюджетных пеплумах, как «Камо грядеши» (1951) и «Бен-Гур» (1959). В 1958 году он попробовал себя как сценарист и в дальнейшем выступал сценаристом всех своих режиссёрских работ.
В 1959 году Марио Боннар, снимавший фильм «Последние дни Помпеи», заболел, и доснимать фильм предложили Леоне, который был помощником режиссёра. Однако в титрах «Последних дней…» Леоне не был указан, и его настоящим дебютом как режиссёра можно назвать фильм 1961 года «Колосс Родосский». Фильм был снят полностью на французском языке, тем не менее все авторы сценария были из Италии, а режиссёр вовсе почти не знал французского и пользовался переводчиками. На этом настояли основные инвесторы фильма.

### Долларовая трилогия

#### «За пригоршню долларов»
В начале 1960-х годов Леоне переключил внимание с исторического жанра на вестерны. Сюжет его первого вестерна «За пригоршню долларов» (1964) был основан на сюжете фильма японского режиссёра Акиры Куросавы «Телохранитель». Леоне перенёс действие из Японии на Дикий Запад, а главного героя сделал из самурая (в фильме Куросавы его играл Тосиро Мифунэ) стрелком. На роль главного героя приглашались Чарльз Бронсон и Генри Фонда, ранее снимавшиеся в вестернах, но они оба отказались. В итоге главную роль сыграл малоизвестный тогда американский актёр Клинт Иствуд. Фильм, снятый в Испании, с итальянскими актёрами, с музыкой Эннио Морриконе положил начало спагетти-вестернам. Фильм также и открыл эпоху популярности «спагетти-вестернов» и определил многие их характерные черты. В частности, эти фильмы представляют собой скорее кинематографические притчи, нежели реалистические произведения. Подчёркнутая фантастическая меткость персонажей, перенос акцента с сюжетной логики на эффектный зрительный ряд, эпическая цельность характеров и другие моменты позволяют чётко отличить их от вестернов американского производства, которые воспринимались аудиторией как претендующие на реалистичность, в то время как у вестернов Серджо Леоне такой претензии нет.
Будучи достаточно точным сюжетным ремейком «Телохранителя» Куросавы, фильм в то же время никак не ссылался на первоисточник. Это вызвало судебный иск со стороны Куросавы о защите авторских прав. В письме Леоне японский режиссёр написал: «Это очень хороший фильм, но это мой фильм». Судебное разбирательство создатели фильма проиграли и были вынуждены выплатить компенсацию в размере 100 тысяч долларов и 15 % от всех кассовых сборов фильма, а также уступить права на прокат фильма в Японии, Южной Корее и на Тайване.
Скоро последовали два продолжения фильма — «На несколько долларов больше» и «Хороший, плохой, злой». В них, помимо Иствуда, сыграл другой американский актёр — Ли Ван Клиф. Все три фильма, объединённые одним главным героем, Человеком без имени, получили название «Долларовая трилогия».

#### «На несколько долларов больше»
Следующий фильм трилогии — «На несколько долларов больше» — вышел в том же году, что и «За пригоршню долларов». В центре фильма — два «охотника за головами» разыскивающих на Диком Западе бандитов, отставной полковник армии конфедератов, Дуглас Мортимер (его играет Ли Ван Клиф), и мастерски орудующий револьвером одной рукой блондин по прозвищу Однорукий (Manco; его играет Клинт Иствуд). Их пути пересекаются во время охоты за Индейцем — бежавшим из тюрьмы главарём банды, который осуществляет ограбление банка в Эль-Пасо. Этому персонажу свойственны пристрастие к марихуане, немотированные приступы хохота и безумный взгляд, сопровождающий воспоминания о некогда учинённой им зверской расправе над семейной парой. Пропущенный через фильм музыкальный мотив звона карманных часов намекает на то, что та девушка, память об изнасиловании и самоубийстве которой жжёт душу Индейца, приходилась полковнику сестрой. В конце фильма «охотники за головами» достигают своей цели — Индеец убит, Однорукий получает обещанную награду, а полковник Мортимер — удовлетворение от мести за честь и жизнь сестры.
Съёмки проходили в окрестностях Альмерии, где сохранились декорации, построенные для съёмок. Интерьерные сцены были сняты в Риме на студии «Чинечитта». После выхода фильма на экраны продюсер «За пригоршню долларов» подал на его создателей в суд, требуя компенсации за использование фигуры героя Клинта Иствуда из первой ленты «долларовой трилогии». Суд посчитал, что тождество героев Иствуда в этих фильмах нельзя считать установленным и отказал в иске. Между тем герой Иствуда в «На несколько долларов больше» носит то же самое пончо, что и Джо в предыдущей ленте Леоне (видны даже залатанные дырки от пуль). Одного из второстепенных персонажей (горбун из банды Индейца) сыграл знаменитый немецкий актёр Клаус Кински.

#### «Хороший, плохой, злой»
Последний фильм «долларовой трилогии» был снят в 1966 году и был назван «Хороший, плохой, злой». После выхода на экраны в 1966 году фильм был воспринят неоднозначно в связи с обилием эпизодов пыток и насилия, а также циничностью и аморальностью главных действующих лиц.
Фильм получил существенно больший бюджет, чем первые два фильма «долларовой» трилогии. Только Клинт Иствуд за участие в съёмках получил 250 тысяч долларов (не считая процента от сборов) — сделка, на которую Леоне пошёл крайне неохотно. Съёмки велись в пустыне Табернас (Испания).
Режиссёр вспоминает, что ставил перед собой задачу показать абсолютную абсурдность войны и принципиальное отсутствие в ней «благих побуждений». В одном из интервью он признался, что все три главных героя воплощают разные стороны его личности. Роль Туко первоначально предполагалось отдать Джану Марии Волонте, однако Леоне счёл природный комизм Уоллаха более подходящим для этой роли. Они много импровизировали на съёмочной площадке и стали друзьями.
В «Хорошем, плохом, злом» художественные приёмы раннего Леоне — как, например, крупные планы лиц героев и продолжительные ретардации — достигли нового уровня. Характерно то, что за первые десять минут фильма не произносится ни одного слова. С целью сокращения хронометража ряд снятых сцен был исключен из окончательной версии; их можно увидеть на DVD 2004 года.

### «Однажды на Диком Западе»
Следующий спагетти-вестерн «Однажды на Диком Западе» (1968), был снят при участии американской компании «Paramount Pictures». В нём снимались актёры Чарльз Бронсон и Генри Фонда, а главную женскую роль сыграла Клаудиа Кардинале. В написании сценария участвовали Дарио Ардженто и Бернардо Бертолуччи.

### «За пригоршню динамита»
В 1971 году режиссёр снял фильм «За пригоршню динамита». В драме, действие которой происходит во время Мексиканской революции, снимались Джеймс Коберн в роли ирландского революционера и Род Стайгер в роли мексиканского бандита.
После этого фильма Леоне занялся продюсированием фильмов, иногда выступая в них режиссёром отдельных сцен, как в пародийных вестернах «Меня зовут Никто» и «Гений, два земляка и птенчик» с Теренсом Хиллом в главной роли.

### «Однажды в Америке»
Следующий фильм Леоне-режиссёра вышел только в 1984 году. Им стала сага «Однажды в Америке», рассказывающая о том, как еврейская компания нью-йоркских мальчишек (главарей сыграли Роберт Де Ниро и Джеймс Вудс) превратилась в серьёзную гангстерскую группировку.
Фильм был доснят в 1984 году и частично был основан на автобиографическом произведении Гарри Грея. Фильм в форме комбинирования сцен из различных временных отрезков (ретроспектива, флэшбек) рассказывает историю нескольких друзей-гангстеров, встретившихся в начале двадцатого века в еврейском квартале Нью-Йорка и разбогатевших во времена «сухого закона» в США в 1930-х. Фильм построен как переплетение трёх временных (1920-е, 1930-е и 1960-е годы) и двух смысловых сюжетных линий.
Последняя режиссёрская работа Леоне получила 11 наград и 5 номинаций.
Первоначально Леоне вдохновила автобиографическая новелла «The Hoods» (The Hoods = The Neighbourhoods = «трущобы» или «соседские предместья», однако на русском языке известна под названием «Гангстеры») Гарри Грея (на добывание авторских прав на неё у режиссёра ушли годы), но затем, по мере роста масштабности замысла, он привлёк в ряды сценаристов Нормана Мэйлера и Стюарта Камински. В результате в ходе работы над фильмом 10-часовой отснятый материал был урезан до 6 часов. Поначалу Серджо хотел выпустить свою картину в виде двух трёхчасовых серий, но киностудия не оценила этой идеи. До нынешнего объёма фильм сократил новый монтажёр, Зак Стэнберг, специально приглашённый для этой цели в съёмочную группу.

### Фильм о блокаде Ленинграда
Последние 15 лет жизни Леоне планировал снять масштабный фильм о блокаде Ленинграда во время Второй мировой войны.
Рабочее название картины было «900 дней». Леоне остановился на следующем сюжете: американский военный фотограф, которого играет Роберт Де Ниро, оказывается во время Второй мировой войны в Ленинграде, осаждённом немецкими войсками, и вынужден провести в городе все годы блокады. Во второй половине 1980-х проект уже возможно было реализовать таким, каким его видел режиссёр. Леоне собирался провести съёмки в Советском Союзе, однако планам не было суждено сбыться. В марте 1989 года он приезжал в СССР для переговоров по проекту будущей картины.

### Смерть
30 апреля 1989 г. в Риме Серджо Леоне умер от инфаркта миокарда. Похоронен на кладбище Пратика-ди-Маре (фракция коммуны Помеция).

### Семья
Жена, с 1960 г. — Карла Леоне. От этого брака у супругов было трое детей: дочери Франческа и Рафаэлла, сын Андреа.

## Влияние
Кинематограф Серджо Леоне оказал значительное влияние на работы многих режиссёров из разных стран. Как заметил критик, «его стилистические особенности сейчас твёрдо закреплены в словаре кинематографических клише» (his stylistic traits are now firmly entrenched in the lexicon of cinematic clichés). Дарио Ардженто, работавший с Леоне на фильме «Однажды на Диком Западе», говорил: «Серджо Леоне научил меня видеть важность конкретных, простых вещей». Леоне является одним из любимых режиссёров Джона Ву. Квентин Тарантино после выхода «Убить Билла» признавался: «Мне всегда хотелось буквально процитировать Серджо Леоне ещё прежде, чем я вообще начал что-то ставить. И мои мексиканские заморочки всегда были осовремененными, но неприкрытыми версиями из фильмов Леоне. А теперь цитирую его, так сказать, по-японски». Роберт Родригес назвал один из своих фильмов «Однажды в Мексике» — очевидная аллюзия на названия фильмов итальянского режиссёра.

## Фильмография

### Режиссёр
- 1961 — Колосс Родосский / Il Colosso di Rodi
- 1964 — За пригоршню долларов / Per un pugno di dollari
- 1965 — На несколько долларов больше / Per qualche dollaro in più
- 1966 — Хороший, плохой, злой / Il buono, il brutto, il cattivo
- 1968 — Однажды на Диком Западе / C’era una volta il West
- 1971 — За пригоршню динамита / Giù la testa
- 1984 — Однажды в Америке / C’era una volta in America

### Сорежиссёр
- 1954 — Украли трамвай / Hanno rubato un tram (в титрах не указан)
- 1959 — Последние дни Помпеи / Gli ultimi giorni di Pompei (в титрах не указан)
- 1962 — Да здравствует музыка / Il cambio della guardia
- 1975 — Гений, два земляка и птенчик / Un genio, due compari, un pollo

### Сценарист
- 1958 — Афродита, богиня любви / Afrodite, dea dell’amore
- 1959 — В знаке Рима / Nel segno di Roma
- 1959 — Последние дни Помпеи / Gli ultimi giorni di Pompei
- 1961 — Семь вызовов / Le sette sfide
- 1961 — Колосс Родосский / Il Colosso di Rodi
- 1961 — Ромул и Рем / Romolo e Remo
- 1964 — За пригоршню долларов / Per un pugno di dollari
- 1965 — На несколько долларов больше / Per qualche dollaro in piu
- 1966 — Хороший, плохой, злой / Il buono, il brutto, il cattivo
- 1968 — Однажды на Диком Западе / C’era una volta il West
- 1971 — За пригоршню динамита / Giù la testa
- 1973 — Меня зовут Никто / Il mio nome è Nessuno
- 1984 — Однажды в Америке / C’era una volta in America
- 1986 — Великий / Troppo forte

### Продюсер
- 1973 — Меня зовут Никто / Il mio nome è Nessuno
- 1975 — Гений, два земляка и птенчик / Un genio, due compari, un pollo
- 1978 — Кот / Il gatto
- 1979 — Игрушка (фильм) / Il giocattolo
- 1980 — Красивый мешок / Un sacco bello
- 1981 — Белый, красный и тёмно-зелёный / Bianco, rosso e Verdone
- 1986 — Великий / Troppo forte

## Награды
- 1972 — премия «Давид ди Донателло» как лучшему режиссёру («За пригоршню динамита»)
- 1985 — премия Итальянского национального синдиката киножурналистов как лучшему режиссёру («Однажды в Америке»)
- 1985 — премия Kinema Junpo Awards за лучший фильм на иностранном языке («Однажды в Америке»)